# 빌로우
《빌로우》(Below)는 미국에서 제작된 데이빗 토히 감독의 2002년 스릴러, 공포, 미스터리 영화이다. 매튜 데이비스 등이 주연으로 출연하였고 대런 아로노프스키 등이 제작에 참여하였다.
이 영화는 2002년 10월 11일 극장 개봉되었다.

## 출연

### 주연
- 매튜 데이비스
- 브루스 그린우드
- 올리비아 윌리암스
- 홀트 맥칼라니
- 스콧 폴리
- 자흐 갈리피아나키스
- 제이슨 플레밍

### 조연
- 덱스터 플레처
- 닉 친런드
- 앤드류 하워드
- 크리스토퍼 페어뱅크

## 기타
- 공동제작: 마크 인디그
- 공동제작: 마이클 조매스
- 미술: 찰스 드와이트 리
- 세트: 리처드 로버츠
- 의상: 엘리자베스 월러
- 배역: 펠리시아 파사노
- 배역: 다니엘 허버드
- 배역: 앤 맥카시
- 배역: 마리 베뉴